# 丹尼尔·奥谢富
丹尼尔·哈桑·奥谢富（1993年12月15日—）為奈及利亞裔美國男子籃球運動員。
奥谢富12歲時全家從美國马里兰州巴爾的摩搬到父親的母國奈及利亞拉哥斯，在奈及利亞奥谢富幾乎只踢足球，14歲時奥谢富回到美國入讀威徹斯特學校。2011年3月奥谢富決定就讀维拉诺瓦大学。
大學畢業後奥谢富先效力了華盛頓巫師一年，接著在NBA發展聯盟打滾兩年，2019年7月與日本球隊茨城機器人簽約。2022年8月伊拉斯圖雨晴找來奥谢富作為球隊在委員盃的外籍球員，但在委員盃開打前被Steve Taylor取代。2023年2月奥谢富成為菲律賓電信在東亞超級聯賽的第二名外籍球員。9月20日，P. LEAGUE+新竹攻城獅宣布奥谢富加盟事宜，攻城獅按照姓氏諧音將奥谢富取名為「歐獅傅」。12月1日，新竹攻城獅宣布與奥谢富達成離隊協議。

## 外部連結
- 丹尼尔·奥谢富在fiba.basketball（英语）
- 丹尼尔·奥谢富在archive.fiba.com（存檔）（英语）
- 丹尼尔·奥谢富在NBA（英语）
- 丹尼尔·奥谢富在西班牙篮球甲级联赛（球員）（西班牙语）
- 丹尼尔·奥谢富在B聯賽（日语）
- 丹尼尔·奥谢富在韓國籃球聯賽（英语）
- 丹尼尔·奥谢富在P. LEAGUE+
- 丹尼尔·奥谢富在Basketball-Reference.com（NBA）（英语）
- 丹尼尔·奥谢富在Basketball-Reference.com（NBA G聯盟）（英语）
- 丹尼尔·奥谢富在Basketball-Reference.com（國際）（英语）
- 丹尼尔·奥谢富在Sports-Reference.com（NCAA）（英语）
- 丹尼尔·奥谢富在Eurobasket.com（球員）（英语）
- 丹尼尔·奥谢富在Proballers（英语）
- 丹尼尔·奥谢富在RealGM（英语）
- 丹尼尔·奥谢富在Flashscore（英语）